# جارسان دي تاسي
جارسان دي تاسي (بالفرنسية: Joseph Héliodore Garcin de Tassy)‏ (1794 – 1878 م) هو مستشرق فرنسي. تولى رياسة الجمعية الآسيوية الفرنسية لفترة.

## آثاره
- «مغامرات كمروب»، نص هندوستاني، باريس 1835.
- «ديوان وليّ: النص وترجمة فرنسية وتعليقات»، باريس 1836.
- «مبادئ اللغة الهندوسية»، باريس 1847
- «مختارات هندوستانية»ن باريس 1847.
- «تاريخ اللغة والأدب الهندوي والهندوستاني» باريس 1847، ط2، 1871، في ثلاثة أجزاء.
- «مختارات هندية وهندوية» باريس 1849.
- «بحث في أسماء الأعلام والألقاب الإسلامية»، باريس، 1854.
- «منطق الطير» لفريد الدين العطار: النص الفارسي وترجمة فرنسية، باريس 1857، 1863 في جزئين.
- «مذهب الحب» مترجم من الهندوستانية، باريس، 1858.
- «قاموس هندوستاني ـ فرنسي» الكتاب «مغامرات كمروب» (باريس، 1858).
- «مبادئ اللغة الهندوستانية»، باريس 1863.
- «الشعر الفلسفي والديني عند الفُرس»، باريس، 1864.
- «فصل من تاريخ الهند الإسلامية»، باريس، 1865.
- «البلاغة والعروض في لغات الشرق الإسلامي»، باريس، 1873.
- «الإسلام وفقاً للقرآن: التعليم العقيدي والممارسة العملية»، باريس، 1874.[4]